# Kinkala
Kinkala è una città della Repubblica del Congo meridionale, capoluogo della regione di Pool. La popolazione era di 23.413 abitanti nel 2023, data dell'ultimo censimento ufficiale del Paese.